# Makira-Ulawa (tỉnh)

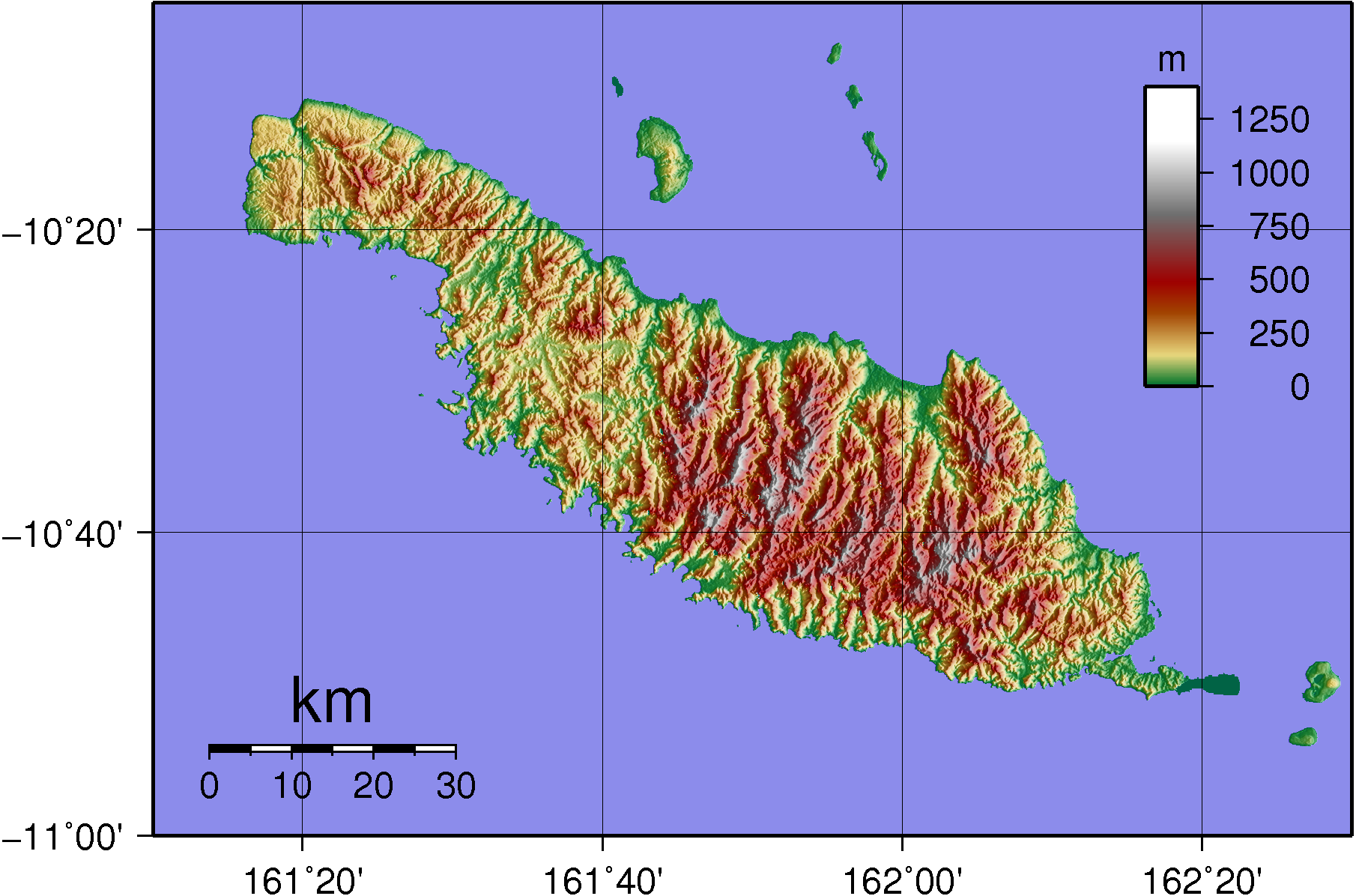
Bản đồ địa hình Tỉnh Makira Ulawa (trong bản đồ thiếu đảo Ulawa)

Makira-Ulawa là một tỉnh của Quần đảo Solomon, tên của tỉnh được đặt theo tên của hai hòn đảo chính của tỉnh là đảo Makira (là đảo lớn nhất) mà trước kia được biết đến với cái tên đảo San Cristóbal và đảo còn lại là Ulawa nhỏ hơn. Toàn tỉnh có dân số là 31.006 (2009) và thủ phủ là Kirakira nằm trên đảo chính.
Tỉnh Makira-Ulawa được cấu thành từ các đảo Makira (San Cristobal), Ulawa, Uki Ni Masi, Owaraha (Santa Ana), Owariki (Santa Catalina), Pio và một số đảo nhỏ khác.
Cư dân Makira-Ulawa chủ yếu là người Melanesian, với những truyền thống và nghi thức lễ hội vẫn còn được giữ gìn khá nguyên vẹn cho đến ngày nay, đặc biệt là ở các đảo Santa Ana (Owaraha), Santa Catalina (Owariki), Uki-ni-Masi và Ulawa.
Đảo Makira có diện tích 3.090 km2, đảo dài 139 km và rộng 40 km. Trung tâm đảo là một dãy núi chạy dọc từ bắc xuống nam như một chiếc xương sống, điểm cao nhất trên đảo có độ cao 1,040 m. Makira có nhiều đầm lầy và cá sấu nước mặn hơn bất kỳ đảo nào khác thuộc quần đảo Solomon.
Bởi vì đảo Makira bị cô lập trong một thời gian dài trong thời kỳ mực nước biển còn cao, tạo điều kiện cho nhiều loài thực vật độc đáo và động vật phát triển. Ví dụ, 12 của 70 loài chim cư trú là đặc hữu, như là hai loài cây, cả hai loại cây sung (Ficus cristobalensis và Ficus illiberalis.). Tính độc đáo này nêu bật tầm quan trọng của bảo tồn sinh thái cảnh rừng của Makira.
Tổng diện tích của tỉnh Makira-Ulawa là 3.188 km². Với mật độ dân cư tương đối thấp, khoảng 9.7 người/km2.